# Denis Horgan
Denis Horgan (ur. 18 maja 1871 w Fermoyle, w hrabstwie Cork, zm. 2 czerwca 1922 w Crookstown, w hrabstwie Cork) – irlandzki lekkoatleta (specjalista pchnięcia kulą) reprezentujący Wielką Brytanię, wicemistrz olimpijski z 1908.

## Przebieg kariery
Przez kilka lat przebywał w Stanach Zjednoczonych, gdzie był policjantem w Nowym Jorku. W 1907 został ranny podczas interwencji w bójce ulicznej i powrócił do Irlandii.
Startując dla Wielkiej Brytanii zdobył srebrny medal w pchnięciu kulą na igrzyskach olimpijskich w 1908 w Londynie, za Amerykaninem Ralphem Rose'em, a przed innym reprezentantem USA Johnem Garrelsem.
Był trzynastokrotnym mistrzem Wielkiej Brytanii (AAA) w pchnięciu kulą w latach 1893–1899, 1904, 1905, 1908–1910 i 1912, a także mistrzem Stanów Zjednoczonych (AAU) w tej konkurencji w 1900 oraz wicemistrzem w 1906.

## Rekordy życiowe
źródło:
- pchnięcie kulą – 14,88 m (1904)
- rzut młotem – 42,11 m (1909)